# 大阪市立泉尾第二工業高等学校
大阪市立泉尾第二工業高等学校（おおさかしりつ いずおだいにこうぎょうこうとうがっこう）は、かつて大阪府大阪市大正区泉尾五丁目にあった定時制の市立工業高等学校。
夜間定時制を単独で設置していた工業高等学校である。全日制の大阪市立泉尾工業高等学校と校舎・敷地を共有していた。
大阪市の方針により2000年度からの新入生募集を停止し、最後の卒業生を出した2004年3月末日付で閉校となった。閉校後、旧敷地（大阪市立泉尾工業高等学校の正門前）に大阪市立泉尾第二工業高校の記念碑が設置されている。

## 沿革
1926年4月に大阪市立泉尾工業専修学校として、大阪市立泉尾工業学校（のちの大阪市立泉尾工業高等学校）に併設する形で開校した。夜間課程・修業年限は2年で、高等小学校卒業以上の男子を入学対象とする実業補習学校だった。開校当初は専任教員はおらず、泉尾工業学校の校長・教員が大阪市立泉尾工業専修学校を兼務していた。
大阪市の実業補習学校は小学校に併設される例が多かったが、市立工業学校に付設する実業補習学校としては、大阪工業学校附属工業補習学校（のちの大阪市立都島第二工業高等学校）に次ぐ2校目の開校となった。
また開校直後の1926年4月20日には、青年訓練所令・青年訓練所規定が公布された。16歳以上の男子を対象とした徴兵予備教育をおこなう青年訓練所が設置された。このため実業補習学校には青年訓練所としての役割も求められ、泉尾工業専修学校でも青年訓練所としての役割も担うことになった。
1935年には青年学校令が公布され、従来の青年訓練所は青年学校へと改組されることになった。大阪市では法令改正を機に、一部の実業補習学校を乙種実業学校へ昇格させることにした。泉尾工業専修学校は実業学校昇格の対象となり、1935年10月1日に大阪市立泉尾第二工業学校へと改組されている。乙種工業学校として、3年制の本科と2年制の専修科を設置した。
さらに2年後の1937年には甲種工業学校へ昇格し、修業年限は本科4年・専修科3年に延長された。
太平洋戦争終戦直後の1946年には、戦災で校舎を焼失した大阪市立酉島第二工業学校の応用化学科を合併している。一方で1946年には「在校生が卒業次第廃校とする」という方針が出され、新入生募集を停止した。
文部省は当時「男子中等商業学校より転換せる諸学校の取り扱いに関する件」の告示を出した。これは戦時中の国策として商業学校を工業学校へと転換したことなどについて、終戦後の処理などを指示したものであった。告示を受けて大阪市は中等学校の廃止・統合を具体化し、校舎焼失や在校生減少などを勘案して中等学校14校の廃校を決定した。廃止対象校のうちの1校として泉尾第二工業学校があげられた。泉尾第二工業学校は戦時中に商業学校から転換したわけではないが、大阪大空襲で学校周辺が甚大な被害を受けていたことで学校維持や新入生募集が困難と判断されて廃校対象となった。生徒からは廃校反対運動が発生した。
その後廃校は実質的に撤回され、1948年の学制改革で新制高等学校として出発している。廃校撤回の詳細な経過を直接示すような史料は残っていないものの、同時期の他の史料の内容から判断すると翌1947年には大阪市も学校存続の方向へと転換したとみられる。
学制改革により、1948年に大阪市立泉尾第二工業高等学校となった。工業化学科・化学機械科・紡織科・色染科・窯業科の5学科を設置する定時制高等学校として発足した。新入生の募集で男女共学となったが、実際に女子生徒が初めて入学したのは1957年であった。
窯業科は後年に廃止になっている。廃止時期についてははっきりとした記録は残っていないが、1951年以降学校の記録から消えていることから、この頃に廃止になったと考えられている。また1963年には色染科を廃止して電気科を新設した。1968年には化学機械科を機械科へ改称し、また1964年には紡織科の募集を停止している。
1981年には工業化学科と電気科の「くくり募集」を開始した。また1992年には大阪市立中央高等学校との併修で3年で卒業できる制度を新設し、その後1996年には自校独自での3年制課程を設置した。
しかし大阪市教育委員会は2000年3月、泉尾第二工業高等学校を募集停止する方針を発表した。関係者は廃校反対署名を集めるなどしたが、2000年10月10日の大阪市教育委員会会議で廃校の方針が正式決定した。これに伴い2001年以降の新入生募集を停止し、最後の卒業生を出した2004年3月31日に閉校となった。

### 年表
- 1926年4月1日 - 大阪市立泉尾工業専修学校として開校。
- 1935年10月1日 - 大阪市立泉尾第二工業学校へと改組。
- 1946年3月 - 廃校方針が決定（のち実質撤回）。新入生募集停止。
- 1946年4月 - 大阪市立酉島第二工業学校応用化学科を合併。
- 1948年4月1日 - 学制改革により、大阪市立泉尾第二工業高等学校となる。
- 1992年 - 3年制課程を設置。
- 2000年3月 - 募集停止方針を発表。
- 2000年10月10日 - 閉校が決定。
- 2004年3月31日 - 最終学年の卒業に伴い閉校。

## 交通
- 大阪環状線・大阪市営地下鉄長堀鶴見緑地線 大正駅 南西へ約2km。

## 出身者
- 3代目桂文我 - 落語家